# زاغی سبز معمولی
زاغی سبز معمولی (نام علمی: Cissa chinensis) نام یک گونه از سرده زاغی‌های دم‌کوتاه است.